# Liste der Nummer-eins-Hits in den Hot 100 Airplay (2007)
Diese Liste enthält alle Nummer-eins-Hits in den Hot 100 Airplay Charts im Jahr 2007. Es handelt sich hierbei um die Charts mit den von den Radiostationen in den USA am häufigsten gespielten Musiktiteln, die vom US-amerikanischen Magazin Billboard veröffentlicht wurden. In diesem Jahr gab es zwölf Spitzenreiter.
| Singles |
| --- |
| - Beyoncé – Irreplaceable - 11 Wochen (16. Dezember 2006 – 2. März 2007) - Ludacris feat. Mary J. Blige – Runaway Love - 2 Wochen (3. März – 16. März) - Lloyd feat. Lil Wayne – You - 1 Woche (17. März – 23. März) - Mims – This Is Why I’m Hot - 2 Wochen (24. März – 6. April) - Akon – Don’t Matter - 6 Wochen (7. April – 18. Mai) - T-Pain feat. Yung Joc – Buy U a Drank (Shawty Snappin’) - 8 Wochen (19. Mai – 13. Juli) - Rihanna feat. Jay-Z – Umbrella - 4 Wochen (14. Juli – 10. August) - Sean Kingston – Beautiful Girls - 1 Woche (11. August – 17. August) - Fergie – Big Girls Don’t Cry - 7 Wochen (18. August – 5. Oktober) - Kanye West – Stronger - 1 Woche (6. Oktober – 12. Oktober) - Soulja Boy – Crank That (Soulja Boy) - 3 Wochen (13. Oktober – 2. November) - Alicia Keys – No One - 14 Wochen (3. November 2007 – 8. Februar 2008) |